# Bueil
Bueil ist eine französische Gemeinde mit 1.635 Einwohnern (Stand: 1. Januar 2022) im Département Eure in der Region Normandie. Sie gehört zum Arrondissement Les Andelys und zum Kanton Pacy-sur-Eure.

## Geographie
Bueil liegt etwa 25 Kilometer nordnordöstlich von Évreux am Fluss Eure, der die westliche Gemeindegrenze bildet.
Der Bahnhof der Gemeinde liegt an der Bahnstrecke Mantes-la-Jolie–Cherbourg. 

### Nachbargemeinden
Umgeben ist Bueil von den Nachbargemeinden Breuilpont im Norden, Villiers-en-Désœuvre im Nordosten, Guainville im Osten und Südosten, Garennes-sur-Eure im Süden sowie Neuilly im Westen. 

## Bevölkerungsentwicklung
| Jahr      | 1962 | 1968 | 1975 | 1982 | 1990 | 1999 | 2006 | 2018 |
| Einwohner | 444  | 455  | 526  | 1003 | 1331 | 1393 | 1493 | 1618 |

## Sehenswürdigkeiten
- Kirche Saint-Martin, Ende des 12. Jahrhunderts erbaut, Umbauten aus dem 16. Jahrhundert
- Kinomuseum

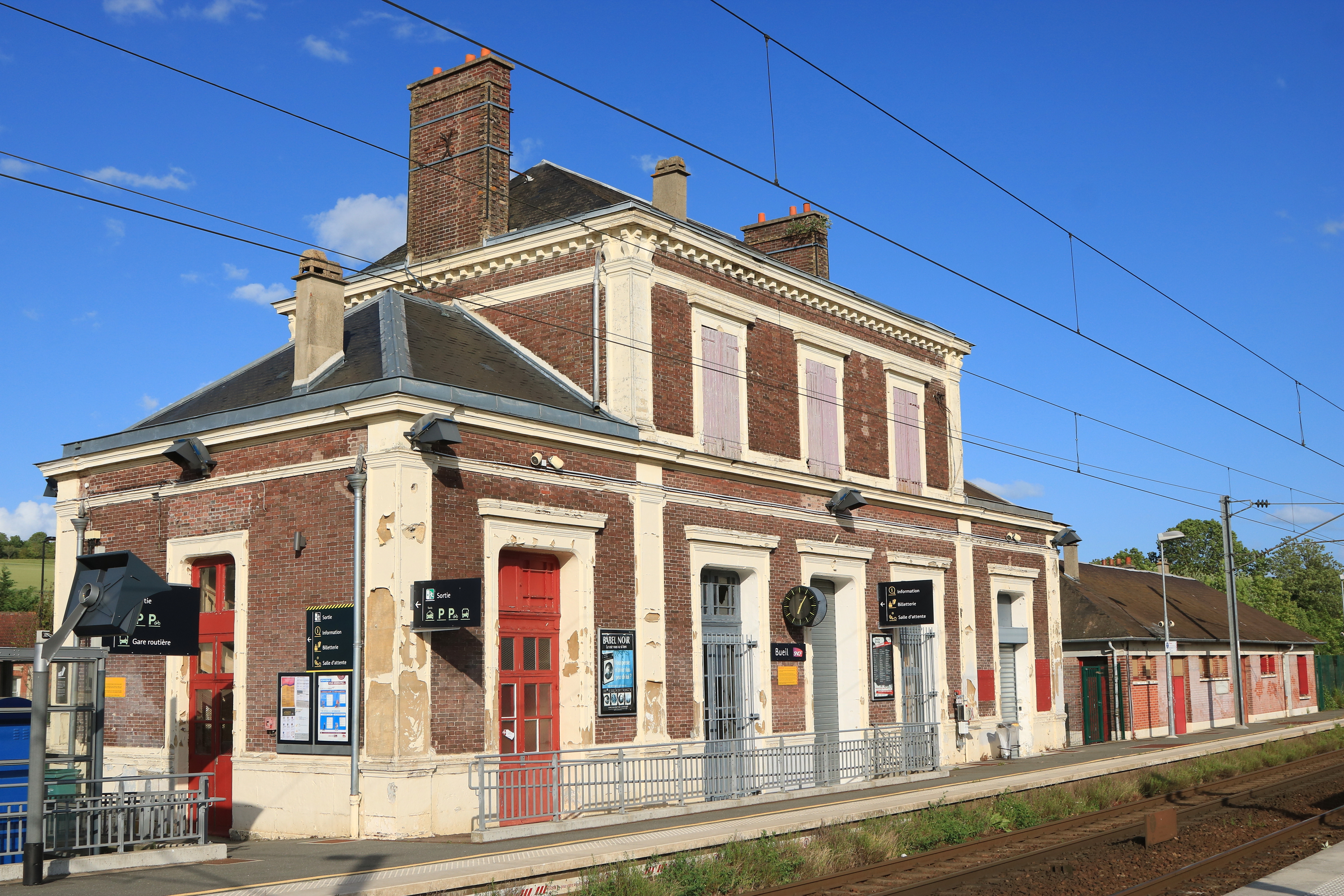
Bahnhof
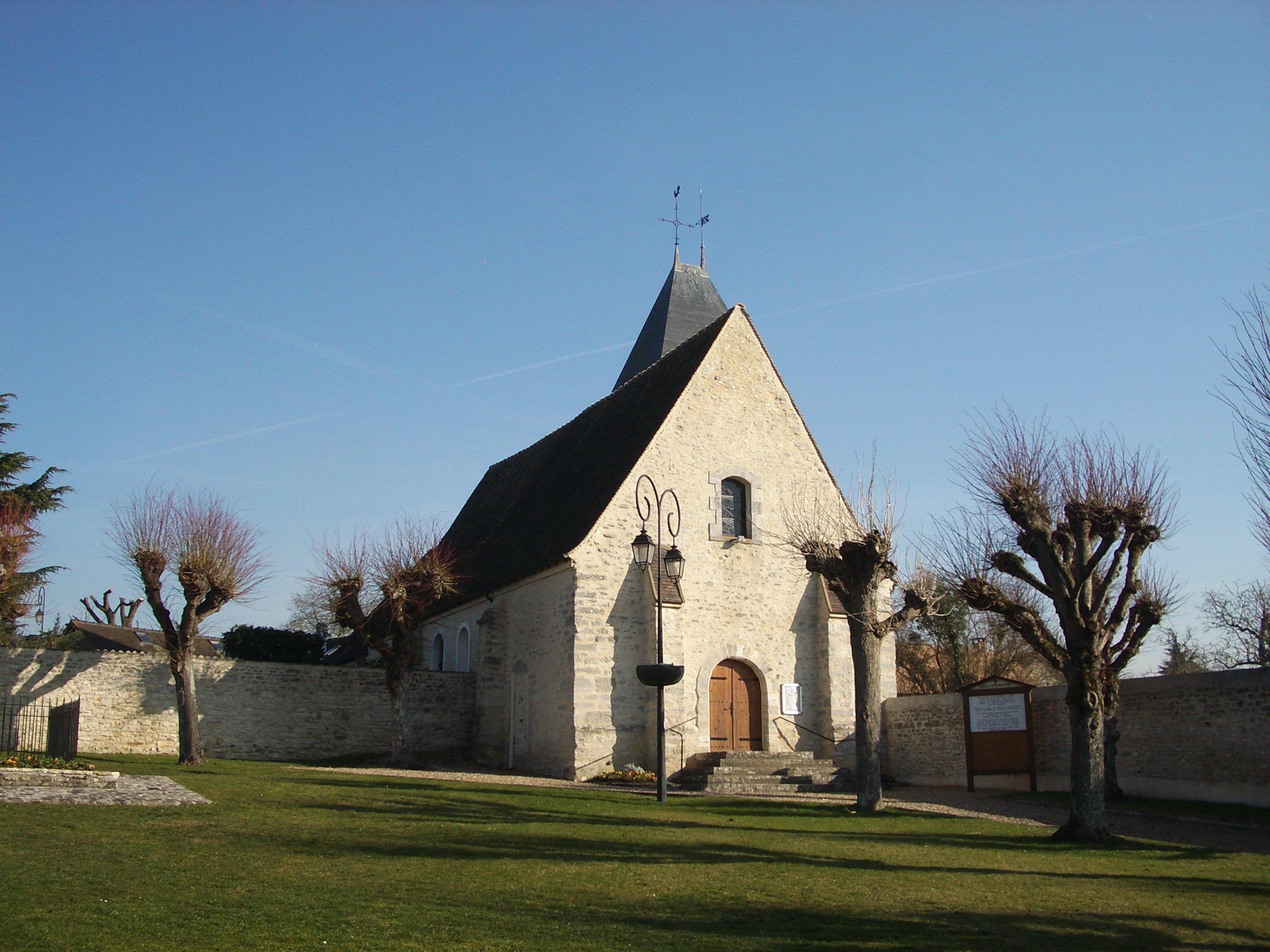
Kirche Saint-Martin